# Candido Portinari
Candido Portinari (n. 29 decembrie 1903, Brodowski (statul São Paulo) – d. 6 februarie 1962, Rio de Janeiro), a fost un pictor brazilian. Portinari a realizat în viață ca. 5000 de picturi, între care se numără schițe și picturi gigantice pe perete. El este considerat cel mai renumit pictor brazilian.

## Date biografice
Candido Portinari este fiul unui emigrant italian, care a lucrat pe o plantație de cafea în statul brazilian São Paulo. Portinari a studiat artele frumoase la "Escola Nacional de Belas Artes" în Rio de Janeiro. În 1928 câștigă în cadrul școlii de artă, medalia de aur și o călătorie la Paris. După reîntoarcere devine membru al partidului comunist brazilian și candidează ca senator în 1947. Din cauza vederilor sale comuniste este nevoit să se refugieze în Uruguay. Se reîntoarce bolnav în Brazilia în 1951 unde mai pictează și moare în 1962 se presupune ca urmare a unei intoxicații cu plumb, cauzată de culorile folosite la pictură.